# Mike McDaniel
Michael Lee McDaniel dit Mike McDaniel, né le 6 mars 1983 à Aurora dans l'État du Colorado, est un entraîneur professionnel de football américain. Il est l'entraîneur principal de la franchise des Dolphins de Miami de National Football League (NFL) depuis la saison 2022.

## Biographie

### Jeunesse
Né en 1983 à Aurora au Colorado, McDaniel obtient son diplôme au lycée Smoku Hill (en) en 2001.
Il joue au niveau universitaire au poste de wide receiver pour les Bulldogs de Yale dans la NCAA Division I FCS. Il y réussit un graduat en histoire,.

### Falcons d'Atlanta
McDaniel est engagé par les Falcons d'Atlanta au poste d'assistant offensif sous la direction de l'entraîneur principal Dan Quinn en 2015.

### 49ers de San Francisco
En 2017, McDaniel est engagé par les 49ers de San Francisco en tant que coordinateur du jeu au sol sous les ordres du nouvel entraîneur principal Kyle Shanahan, avec qui il avait travaillé  pendant neuf saisons chez les Texans, les Redskins, les Browns et les Falcons,.
Pendant la saison 2019, McDaniel et les Nivners disputent le Super Bowl LIV qu'ils perdent 20 à 31 contre les Chiefs de Kansas City
Le 18 janvier 2021, McDaniel est promu coordinateur offensif à la suite du départ de Mike LaFleur parti chez les Jets de New York en tant que coordinateur offensif.

#### Dolphins de Miami
Les Dolphins de Miami engagent McDaniel en tant que leur 14e entraîneur principal le 6 février 2022.

##### 2022
Le 11 septembre 2022, il dirige son premier match en tant que tel contre les Patriots de la Nouvelle-Angleterre qu'il remporte sur le score de 20 à 7. Il devient ainsi le premier entraîneur principal des Dolphins depuis Nick Saban en 2005 à remporter son premier match professionnel en tant que tel et le premier de la franchise à remporter le match d'ouverture lors de son premier match en tant qu'entraîneur principal. McDaniel permet également aux Dolphins de battre les Bills pour la première fois depuis la saison 2018.
Les Dolphins terminent la saison régulière avec 9 victoires pour 8 défaites et accèdent à la série éliminatoire pour la première fois depuis la saison 2016,. Ils sont cependant éliminé lors du tour de wild card, battus 31 à 34 par les Bills de Buffalo malgré une belle remontée au score dans le dernier quart-temps.

##### 2023
McDaniel permet aux Dolphins de remporter une victoire historique en battant 70 à 20 les Broncos de Denver lors de la 3e semaine de la saison 2023 en devenant la première équipe depuis l'ère du Super Bowl à inscrire 70 points sur un match tout en gagnant un total de 726 yards en attaque (première équipe à gagner plus de 700 yards depuis la saison 1951).

## Statistiques
| V      | D                 | N  | %  | Bilan | V    | D                | % | Résultat |   |                      |
| 2022   | Dolphins de Miami | 9  | 8  | 0     | 52,9 | 2e de l'AFC East | 0 | 1        | 0 | Défaite en Wild Card |
| 2023   | Dolphins de Miami | 11 | 6  | 0     | 64,7 | 2e de l'AFC East | 0 | 1        | 0 | Défaite en Wild Card |
| 2024   | Dolphins de Miami | 8  | 9  | 0     | 47,1 | 2e de l'AFC East | - | -        | - | -                    |
| Totaux | Totaux            | 28 | 23 | 0     | 54,9 |                  | 0 | 2        | 0 |                      |